# Ъруин
Ъруин (на английски: Irwin) е град в окръг Бонвил, щата Айдахо, САЩ. Ъруин е с население от 157 жители (2000) и обща площ от 5,5 km². Намира се на 1623 m надморска височина. ЗИП кодът му е 83428, а телефонният му код е 208.